# Emondre Rickman
Emondre LaVelle Rickman (Collinsville, 24 dicembre 1996) è un cestista statunitense.